# Vilafranca de Panat
Vilafranca de Panat (en francès Villefranche-de-Panat) és un municipi francès situat al departament de l'Avairon i a la regió d'Occitània. Fou creat el 1829 de la fusió de les comunes de La Besse, Arnac, La Capelle-Farcel i Peyrebrune.

## Demografia
| 1962                                       | 1968 | 1975 | 1982 | 1990 | 1999 | 2006 |
| ------------------------------------------ | ---- | ---- | ---- | ---- | ---- | ---- |
| 772                                        | 804  | 775  | 908  | 711  | 762  | 775  |
| Des de 1962: població sense dobles comptes |      |      |      |      |      |      |

## Administració
| Període | Identitat     | Partit |
| ------- | ------------- | ------ |
| 2001-   | Pierre Raynal | UMP    |